# Copa Ciudad de Santa Fe 2007
La Copa Ciudad de Santa Fe 2007 fue disputada por el Club Atlético Colón, el anfitrión, más tres invitados de la CONMEBOL que posteriormente estarían presentes en la Copa Libertadores 2008: Cerro Porteño, Defensor Sporting y Millonarios.
Todos los partidos se jugaron en el estadio Brigadier General Estanislao López, perteneciente a Colón, el 24 y el 29 de enero. El torneo tuvo el mismo formato de la Copa Ciudad de Tandil, en el que los perdedores de las semifinales se enfrentaron en el partido para definir el tercer lugar, mientras que los ganadores avanzaron a la final. El Campeón fue Cerro Porteño, que venció por penales a Colón en la final.

## Semifinales
| Semifinal 1, 27 de enero de 2007, 16:30 | Cerro Porteño          | 1:1 (3:2 pen.) | Defensor Sporting  | Brigadier General Estanislao López, Santa Fe |                           |
|                                         | Alejandro Da Silva 43' |                | Carlos Morales 15' | Árbitro(s): Pablo Lunatti                    | Árbitro(s): Pablo Lunatti |

| Definición por penales |  |     |  |                    |
| Nelson Cabrera         |  | 1:1 |  | Fernando Fadeville |
| Pablo Giménez          |  | 2:1 |  | Sebastián Ariosa   |
| Jorge Achucarro        |  | 3:2 |  | Díaz               |
| Lorgio Álvarez         |  | 4:2 |  | Miguel Amado       |
|                        |  |     |  |                    |

| Semifinal 2, 27 de enero de 2007, 18:30 | Colón                                                  | 4:0 | Millonarios | Brigadier General Estanislao López, Santa Fe |  |
|                                         | Ramírez 15', 35' Fredy Grisales 50' Johny González 29' |     |             |                                              |  |

## Tercer lugar
| 27 de enero de 2007, 20:00 | Defensor Sporting | 4:0 | Millonarios | Brigadier General Estanislao López, Santa Fe |  |

## Final
| 26 de enero de 2009, 21:00 (O), 22:00 (E) | Cerro Porteño | 0:0 (4:3 pen.) | Colón | Brigadier General Estanislao López, Santa Fe |  |

| Definición por penales |  |     |  |           |
| Nelson Cabrera         |  | 1:0 |  | Ramírez   |
| Jorge Achucarro        |  | 2:1 |  | Rivarola  |
| Jorge Núñez            |  | 2:2 |  | Guagua    |
| Lorgio Álvarez         |  | 3:3 |  | Grisales  |
| Domingo Salcedo        |  | 4:3 |  | Fernández |
|                        |  |     |  |           |